# Raoul Kenne
Raoul Kenne Prisse (Enongal, 25 maart 1994) is een Kameroens voetballer die sinds 2018 uitkomt voor Patro Eisden Maasmechelen. Kenne is een verdediger.

## Carrière
Kenne werkte zijn jeugdopleiding af in de Qatarese Aspire Academy. In juni 2012 tekende hij een contract bij het Belgische KAS Eupen, de club waarmee de Aspire Academy een samenwerkingsverband heeft. Op 23 augustus 2012 maakte hij zijn officiële debuut voor de club in een competitiewedstrijd tegen KFC Dessel Sport. Hij was een vaste waarde in het elftal dat in het seizoen 2015/16 promotie afdwong naar Eerste klasse A. Eenmaal gepromoveerd slonken de speelkansen van Kenne echter drastisch: in de Jupiler Pro League kwam hij slechts één keer in actie, op de tiende speeldag tegen Waasland-Beveren. Op het einde van het seizoen trok hij dan ook naar Club Luik in Tweede klasse amateurs. Na de promotie van de club stapte hij over naar Patro Eisden Maasmechelen, eveneens uitkomend in Tweede klasse amateurs.

### Clubstatistieken
| Seizoen | Club      | Competitie      | Competitie | Competitie | Beker | Beker | Internationaal | Internationaal | Totaal | Totaal |
| Seizoen | Club      | Competitie      | Wed.       | Dlp.       | Wed.  | Dlp.  | Wed.           | Dlp.           | Wed.   | Dlp.   |
| ------- | --------- | --------------- | ---------- | ---------- | ----- | ----- | -------------- | -------------- | ------ | ------ |
| 2012/13 | KAS Eupen | Tweede klasse   | 27         | 1          | 0     | 0     | —              | —              | 27     | 1      |
| 2013/14 | KAS Eupen | Tweede klasse   | 26         | 2          | 0     | 0     | —              | —              | 26     | 2      |
| 2014/15 | KAS Eupen | Tweede klasse   | 39         | 0          | 2     | 0     | —              | —              | 41     | 0      |
| 2015/16 | KAS Eupen | Tweede klasse   | 30         | 2          | 1     | 0     | —              | —              | 31     | 2      |
| 2016/17 | KAS Eupen | Eerste klasse A | 1          | 0          | 0     | 0     | —              | —              | 1      | 0      |
| Totaal  | Totaal    | Totaal          | 123        | 5          | 3     | 0     | 0              | 0              | 126    | 5      |

Bijgewerkt op 24 juni 2015.